# 270601 Frauenstein
270601 Frauenstein è un asteroide della fascia principale. Scoperto nel 2002, presenta un'orbita caratterizzata da un semiasse maggiore pari a 2,8556757 UA e da un'eccentricità di 0,1971261, inclinata di 3,55931° rispetto all'eclittica.